# James Clapper
James Robert "Jim" Clapper Jr. (n. 14 martie 1941, Fort Wayne, Indiana, SUA) este un fost general-locotenent în cadrul forțelor Aeriene ale Statelor Unite și este fostul director al national intelligence. El a servit ca director al Defense Intelligence Agency (DIA) din 1992 până în 1995. El a fost primul director de informații a apărării în Biroul Directorului serviciilor Naționale de Informații și, în același timp , Sub Secretar al Apărării pentru Informații. Clapper a deținut mai multe poziții-cheie în Statele Unite ale americii Comunitatea de Informații. El a servit ca director al National Geospatial-Intelligence Agency (NGA) din septembrie 2001 până în iunie 2006.